# Heybatollāh
Heybatollāh (persiska: هیبت اللّه) är en ort i Iran.   Den ligger i provinsen Kermanshah, i den nordvästra delen av landet, 400 km väster om huvudstaden Teheran. Heybatollāh ligger 1 879 meter över havet och antalet invånare är 231.
Terrängen runt Heybatollāh är huvudsakligen kuperad, men åt sydväst är den platt. Runt Heybatollāh är det ganska tätbefolkat, med 80 invånare per kvadratkilometer. Närmaste större samhälle är Sonqor, 6,1 km söder om Heybatollāh. Trakten runt Heybatollāh består i huvudsak av gräsmarker.